# Зелль, Христиан (старший)

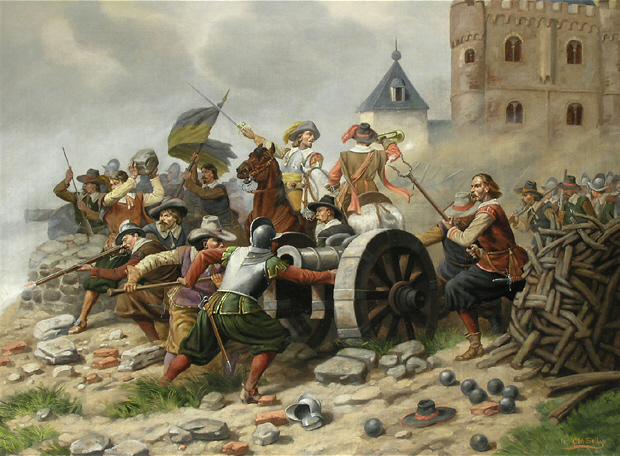
Христиан Зелль. Защита крепости.

Христиан Зелль Старший (нем. Christian Sell der Ältere; 14 августа 1831, Альтона — 21 апреля 1883, Дюссельдорф) — немецкий живописец.

## Биография
Получил образование в Дюссельдорфской академии художеств, под руководством Т. Гильдебрандта и фон Шадова, и избрал себе специальностью военный жанр и сцены сражений. С целью сбора материалов для своих работ неоднократно предпринимал путешествия и участвовал в походах прусского войска в Данию в 1864, в Богемию в 1866 и во Францию в 1870. Им написано множество мастерских, тонко исполненных картин небольшого формата, преимущественно с немногочисленными фигурами.
Из более крупных его картин лучшими считаются:
- «Отдых после отражения штурма» (1856),
- «Осада Брейзаха в Тридцатилетнюю войну» (1861),
- «Нападение шведов на имперских солдат в шинке во время Тридцатилетней войны»,
- «Схватка конницы при Либенау в 1866»,
- «Прусский король во главе своей армии преследует неприятеля после победы при Кенггреце в 1866» (находится в Берлинской национальной галерее),
- «Штурм Дюплерского укрепления» и пр.